# Death's Game
Death's Game (hangeul : 이재, 곧 죽습니다 ; RR : Ijae, got jukseumnida) est une série télévisée sud-coréenne en 8 épisodes, diffusée sur TVING du 15 décembre 2023 au 5 janvier 2024. Basée sur le webtoon éponyme de Lee Won-sik et Ggulchan, elle met en scène Seo In-guk et Park So-dam.

## Synopsis
Choi Yee-jae, un jeune homme, tente de se suicider après sept ans de lutte vaine pour décrocher un emploi.
Or la Mort, offensée par son geste, choisit de le punir. Désormais, Yee-jae devra se plier à son jeu : se réincarner et mourir douze fois avant d'être envoyé en Enfer.
Une règle contrebalance néanmoins ce sort funeste... S'il survit à l'une de ces douze incarnations, il pourra continuer à vivre.
Alors qu'il cherche à tromper la Faucheuse, Yee-jae s'interroge : sa vie aurait-elle vraiment été plus heureuse s'il avait été quelqu'un d'autre ?

## Distribution

### Personnages principaux
- Seo In-guk : Choi Yee-jae

Un jeune homme qui a perdu tout espoir après avoir enchaîné les échecs professionnels pendant sept ans.
- Park So-dam : la Mort

Une mystérieuse entité qui condamne Yee-jae à mourir et se réincarner douze fois avant d'être envoyé en Enfer.

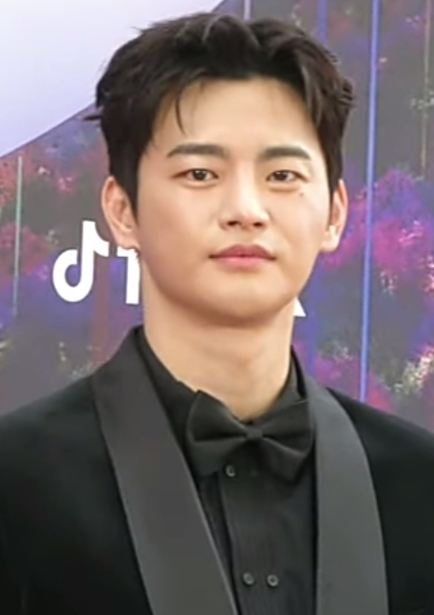
Seo In-guk est Choi Yee-jae, héros malchanceux et dépressif.
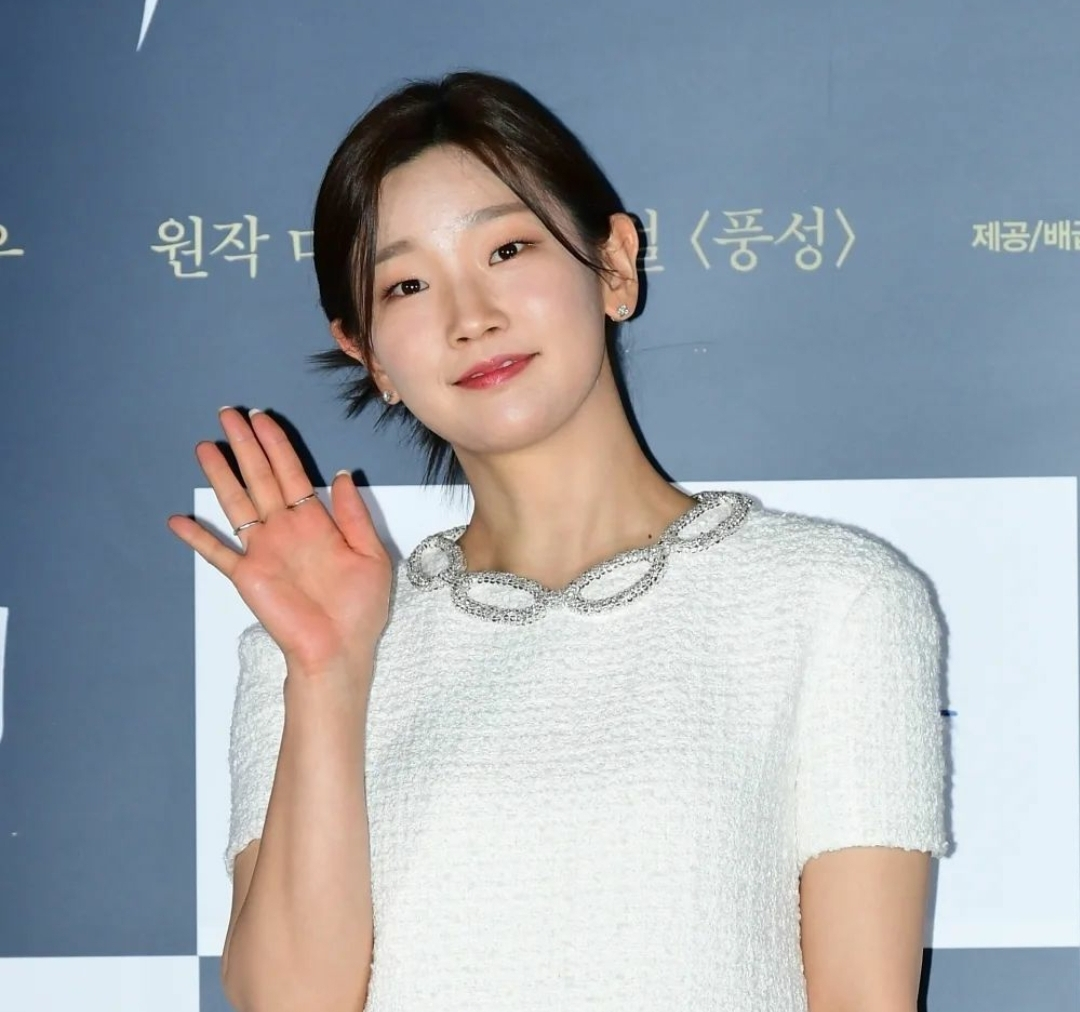
Park So-dam campe la Mort, entité puissante et belliqueuse.

### Personnages secondaires

#### Les réincarnations de Choi Yee-jae
- Choi Si-won : Park Jin-tae

33 ans. Frère cadet de Park Tae-woo et successeur du groupe Taekang.
- Sung Hoon : Song Jae-seop

38 ans. Athlète de haut niveau spécialisé dans les sports extrêmes.
- Kim Kang-hoon : Kwon Hyeok-su

17 ans. Lycéen ciblé par le harcèlement scolaire.
- Jang Seung-jo : Lee Ju-hun

35 ans. Gérant d'une organisation secrète qui résout toutes les demandes des clients.
- Lee Jae-wook : Cho Tae-sang

21 ans. Combattant d'arts martiaux mixtes, il a renoncé à son rêve en raison de sa situation familiale.
- Lee Do-hyun : Jang Geon-u

24 ans. Charmant mannequin et séducteur notoire, charismatique et populaire.
- Kim Jae-wook : Jeong Gyu-cheol

34 ans. Peintre mystérieux.
- Oh Jung-se : An Ji-hyeong

42 ans. Détective, il ambitionnait de devenir un grand policier comme son père.
- Kim Won-hae : un sans-abri
- Kim Geon-ho : un employé de bureau

Les différentes incarnations de Choi Yee-jae
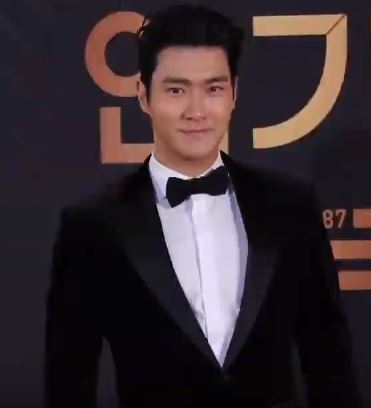
Choi Si-won (Park Jin-tae)
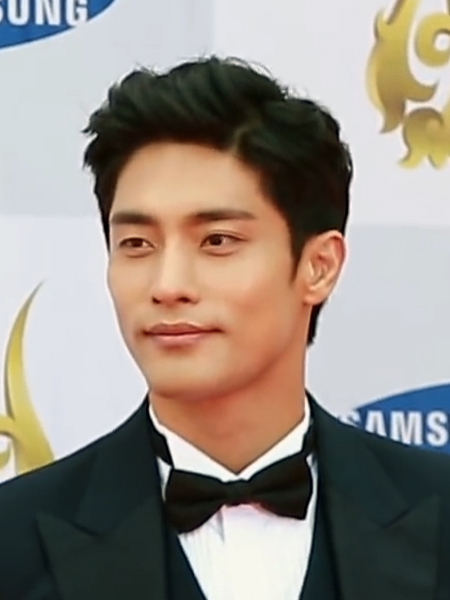
Sung Hoon (Song Jae-seop)
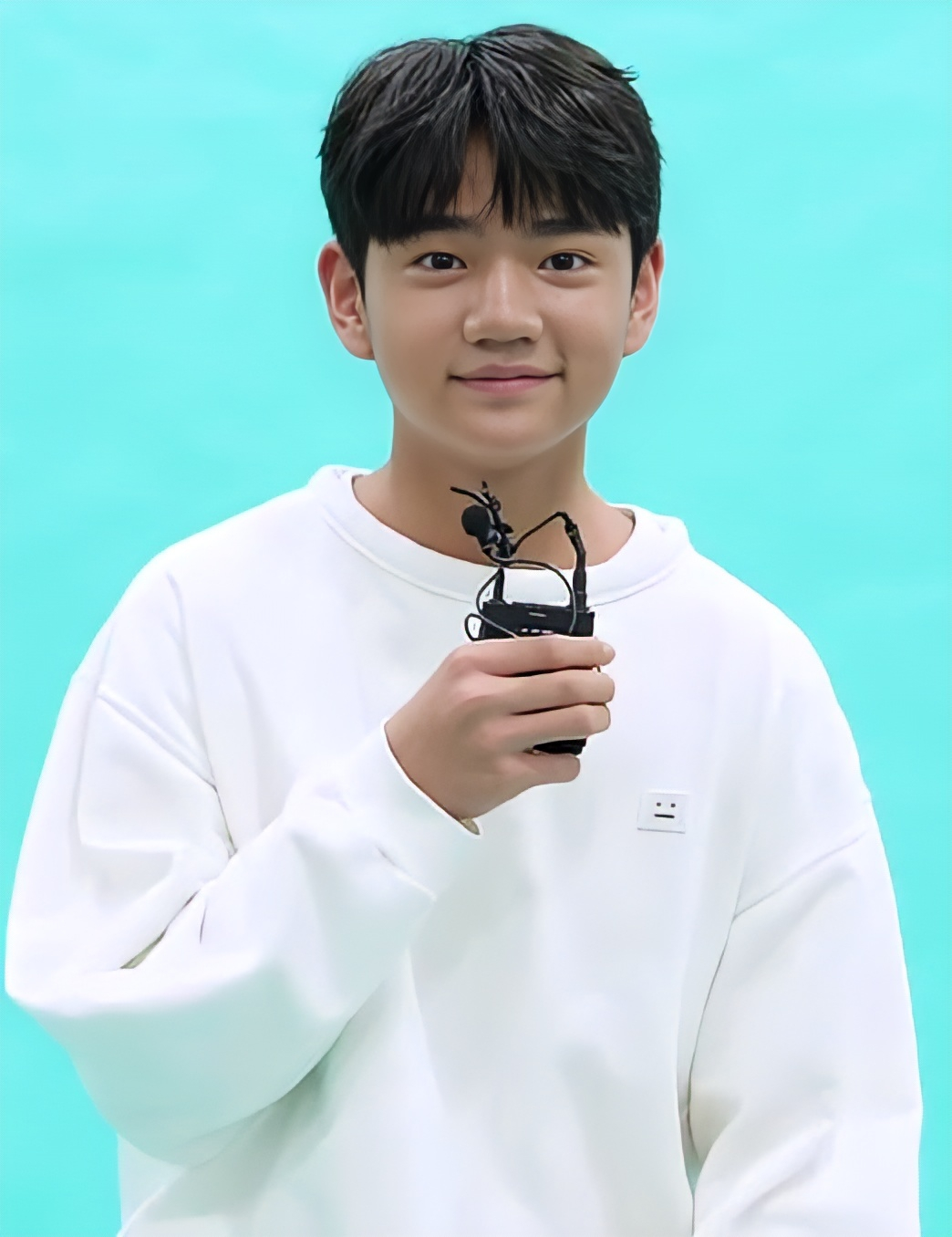
Kim Kang-hoon (Kwon Hyeok-su)
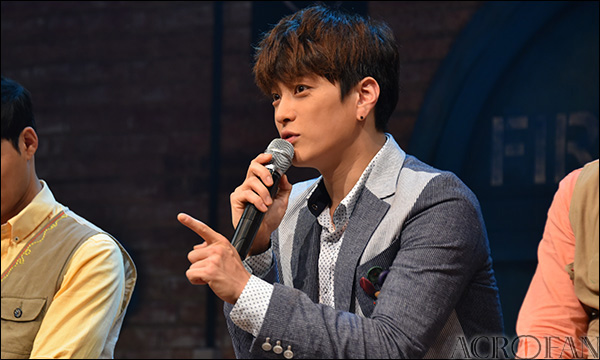
Jang Seung-jo (Lee Ju-hun)
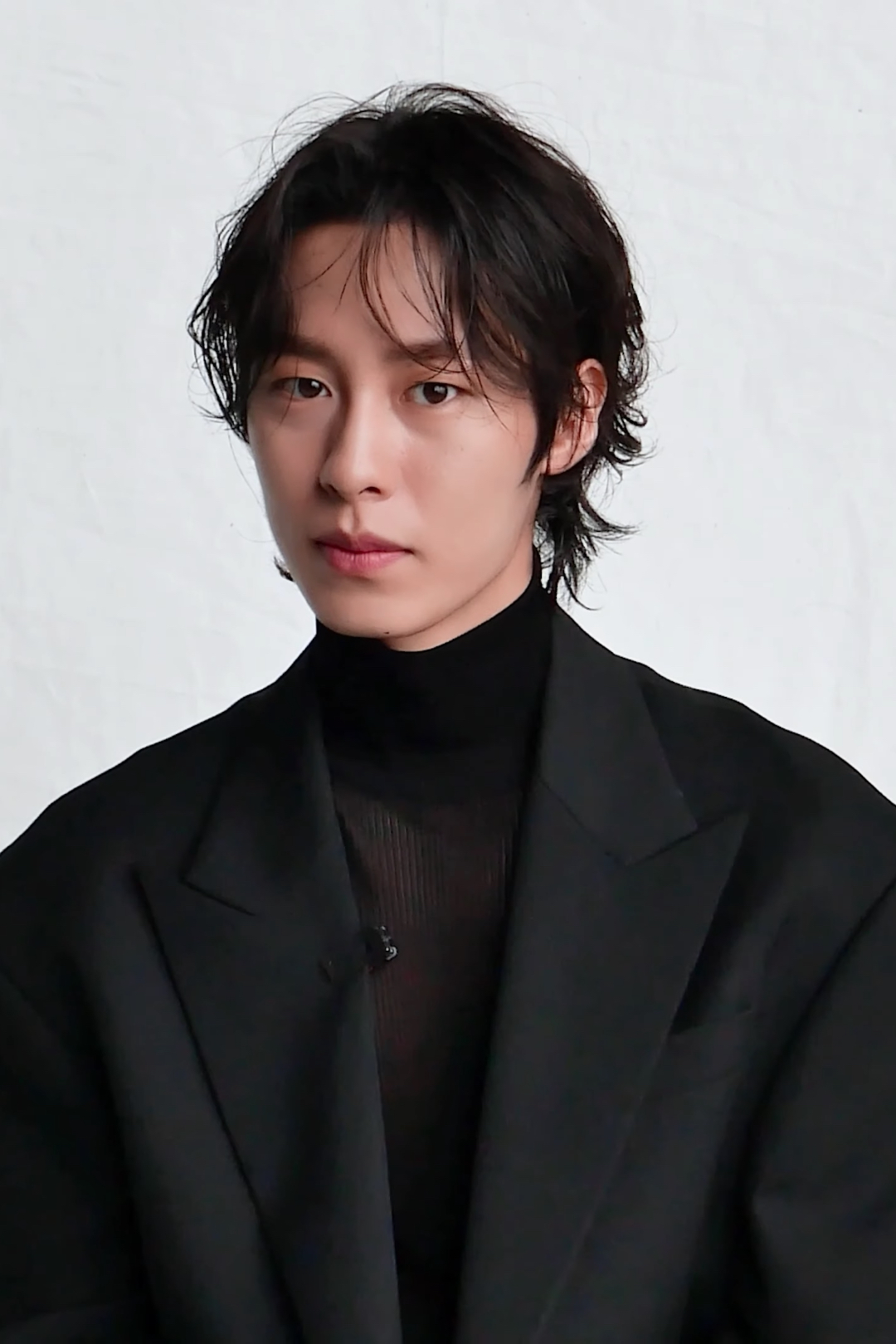
Lee Jae-wook (Cho Tae-sang)
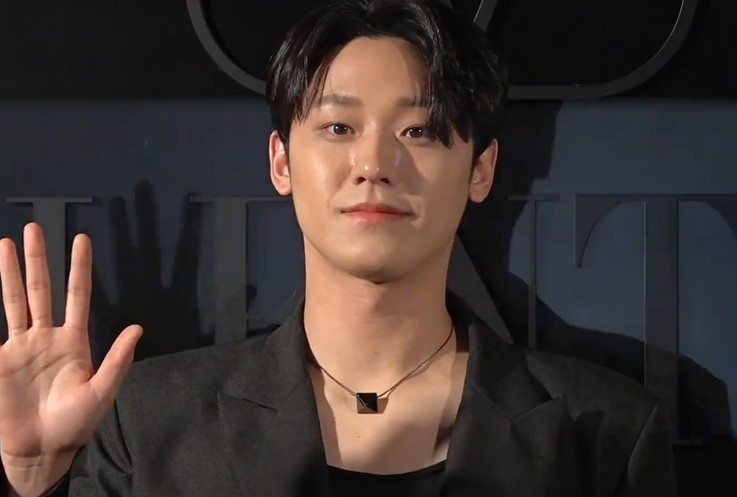
Lee Do-hyun (Jang Geon-u)
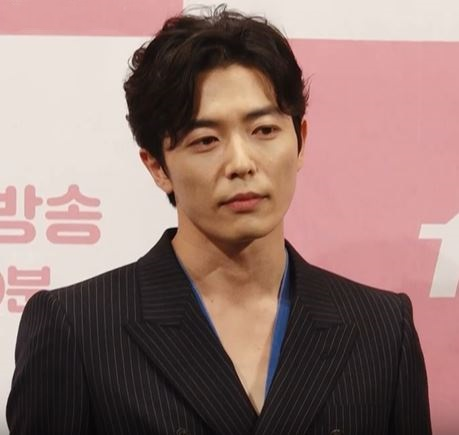
Kim Jae-wook (Jeong Gyu-cheol)
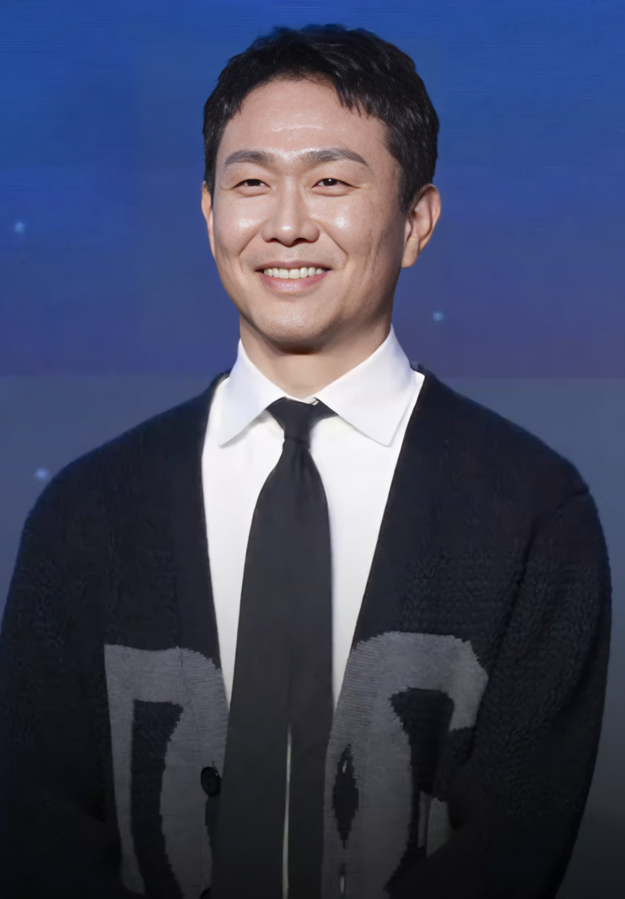
Oh Jung-se (An Ji-hyeong)
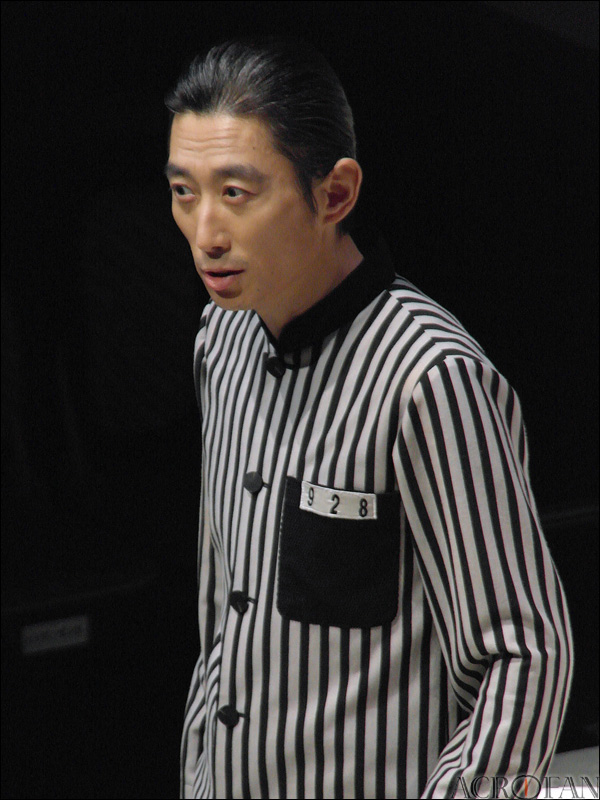
Kim Won-hae (un sans-abri)

#### Autres
- Kim Ji-hoon : Park Tae-woo

Frère aîné de Park Jin-tae et PDG du groupe Taekang.
- Go Youn-jung : Lee Ji-su

Une romancière en couple avec Yee-jae depuis qu'ils sont étudiants.
- Yoo In-soo : Lee Jin-sang

Le camarade de classe de Hyeok-su et un tyran de l'école.
- Kim Mi-kyung : la mère de Yee-jae
- Choi Woo-jin : Woo Ji-hun

Un détective spécialisé dans les homicides et frère cadet de Ji-hyung
- Oh Ji-yul : Woo Seul-gi

Ji-hun's daughter.

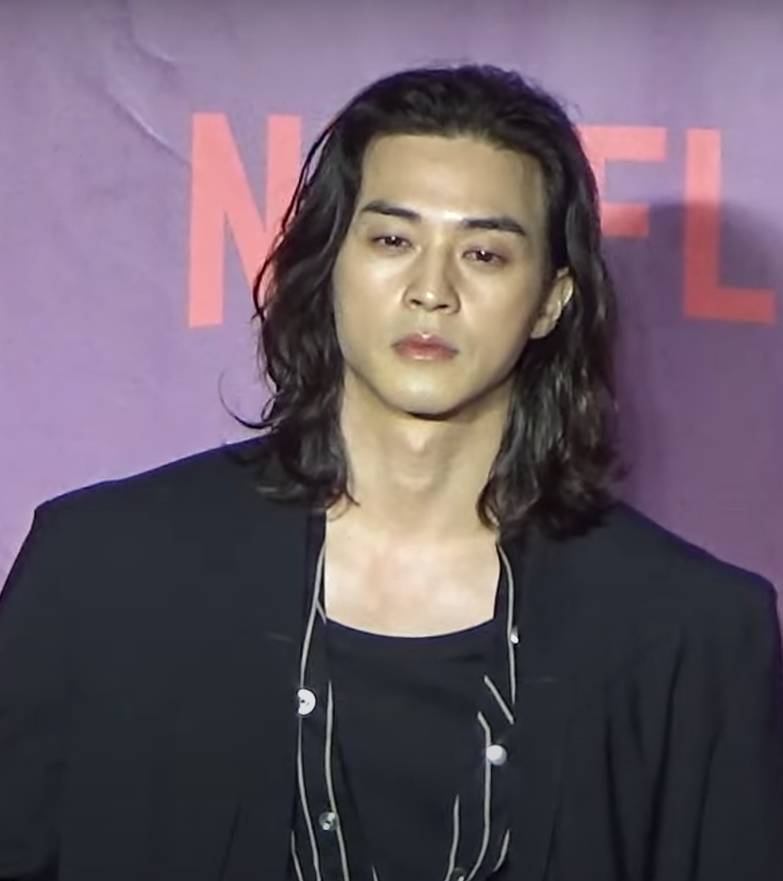
Kim Ji-hoon (Park Tae-woo)
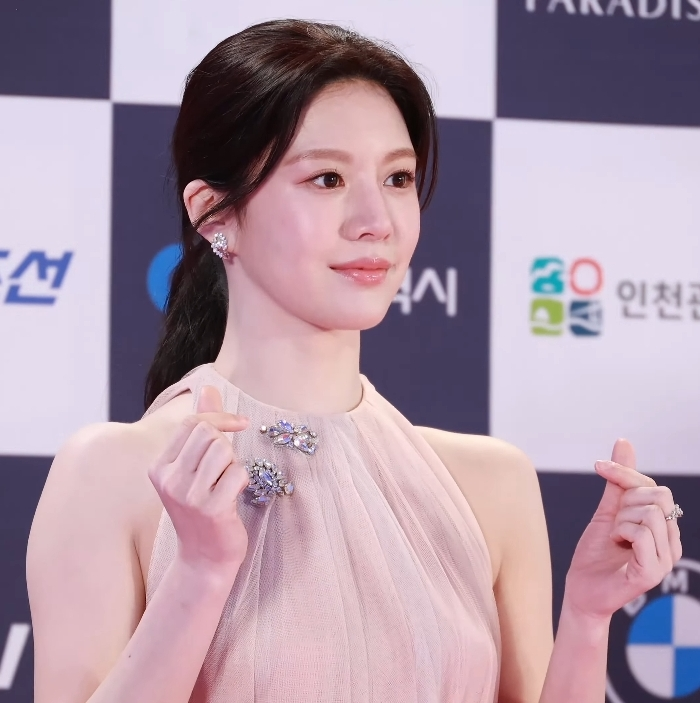
Go Youn-jung (Lee Ji-su)
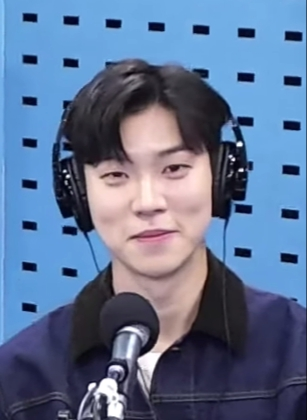
Yoo In-soo (Lee Jin-sang)
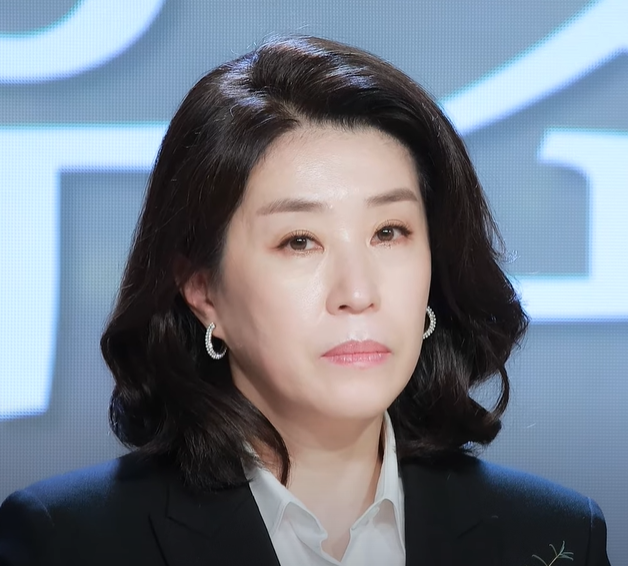
Kim Mi-kyung (la mère de Yee-jae)

### Invités
- Nam Kyung-eup : le Président Park

Le père de Tae-woo et Jin-tae, fondateur du groupe Taekang.
- Kim Ha-eon : Jin-tae jeune
- Jung Min-joon : Tae-u jeune
- Kim Beop-rae : Boss
- Jeon Seung-hoon : Na Tae-seok
- Seo In-geol : Kim Seong-hyeop
- Seo Woo-hyeok : Han Jun-sang
- Bae Gang-hee : Kim Eun-jae
- Han Ye-ji : Park Min-ji
- Lim Ji-gyu : Mr Kim, l'homme de main de Tae-u.

- Jung Yong-ju : Kim Ji-yeong
- Bae Ji-won : Kim Jin-u
- Kim Han-sol : Yi-jae jeune

## Episodes
1. La Mort
2. C'est pourquoi tu vas en enfer
3. La mort ne peut rien nous prendre
4. La raison pour laquelle tu as peur de la mort
5. Il est impossible de vaincre la mort
6. Souvenir
7. Chance
8. Ne cherche pas la Mort. La Mort te trouvera.

## Production
Développé sous le titre provisoire I'm Going to Die Soon (이제 곧 죽습니다 ; Ije got jukseumnida),  Death's Game est écrit et réalisé par Ha Byung-hoon déjà à l'œuvre sur les dramas The Sound of Your Heart (2016) et 18 Again (2020). Le drama est basé sur le webtoon éponyme de Lee Won-sik et Ggulchan.
Le 13 janvier 2023, Ha Byung-hoon annonce que le casting est complet et que le tournage commencera dès février pour une durée d'environ six mois. En février 2023, le tandem principal est officialisé. Le rôle de Choi Yee-jae a d'abord été proposé à Kang Ha-neul avant d'être confié à Seo In-guk. Le personnage de la Mort est incarné par Park So-dam ; ce rôle marque le retour de la comédienne sur le petit écran après son cancer papillaire de la thyroïde, elle n'était pas apparue dans une série télévisée depuis Record of Youth (2020).
Les effets visuels sont assurés par Dexter Studios pour un budget total de 3,35 milliards de wons. Dexter Studio travaille sur la série télévisée du 31 mai 2023 au 31 janvier 2024 et déclare dans son communiqué : « Les effets spéciaux visuels seront largement utilisés dans diverses scènes car le personnage principal se déplace dans des environnements et des conditions différentes à chaque fois qu'il expérimente l'une de ses douze vies. [...] Notre technologie délicate contribuera aux éléments fantastiques et à l'atmosphère mystérieuse du drama ».
Le 4 août 2023, TVING divulgue une vidéo du casting principal : Seo, Park, Kim Ji-hoon, Choi Si-won, Sung Hoon, Kim Kang-hoon, Jang Seung-jo, Lee Jae-wook, Lee Do-hyun, Go Youn-jung, Kim Jae-wook et Oh Jung-se. La série télévisée est diffusée sur la plateforme dès le 15 décembre 2023.

## Bande originale
La bande originale de Death's Game est composée par Park Sung-il, également directeur musical. Les autres compositeurs sont Sim Hyung-bo, Judah Earl, Jeremiah Earl, Lee Sang-min, Kim Sung-jong et Kim Yoo-kyung. L'album est sorti le 11 janvier 2024.

### Liste des titres
| 1.    | Even If There's No Miracle (기적은 없어도)                                          | Seo In-guk | 4:00 |
| 2.    | It's a Lie (거짓말인데)                                                             | Sondia     | 3:34 |
| 3.    | A Day's Greeting (오늘이 하는 말)                                                   | Sondia     | 4:54 |
| 4.    | Guilty of Coming to Find Death (죽음은 먼저 찾아온 죄)                              |            | 2:50 |
| 5.    | Main Theme of Death's Game                                                          |            | 2:45 |
| 6.    | Death's Game (이재, 곧 죽습니다)                                                    |            | 2:41 |
| 7.    | The Orb of Memory (기억의 구슬)                                                     |            | 2:06 |
| 8.    | A Death by Design (계획된 죽음)                                                     |            | 3:21 |
| 9.    | Ephemeral Symphony (한 번의 삶)                                                     |            | 3:19 |
| 10.   | Death is Merely a Means to End My Pain (죽음은 그저 내 고통을 끝낼 도구에 불과하다) |            | 3:13 |
| 11.   | Self-Imposed Punishment (스스로에게 내린 벌)                                        |            | 2:31 |
| 12.   | We Begin the Hunt (사냥을 시작한다)                                                 |            | 2:30 |
| 13.   | The Dog That Bit his Master (주인을 배신한 개)                                      |            | 2:31 |
| 14.   | Devil vs Devil (악마 vs 악마)                                                       |            | 3:07 |
| 15.   | The Origin of All Deaths (모든 죽음의 시작)                                         |            | 3:13 |
| 16.   | Those Left Behind (남겨진 사람들)                                                   |            | 3:11 |
| 17.   | Inception of Revenge (복수의 시작)                                                  |            | 4:33 |
| 18.   | A Day Where Nothing Goes Right (되는 게 하나도 없는 날)                             |            | 3:07 |
| 19.   | Multiple Lives (여러 개의 목숨)                                                     |            | 3:30 |
| 20.   | Shadow of Death (죽음의 그림자)                                                     |            | 3:27 |
| 21.   | The Devil to Kill a Devil (악마로 악마를 죽인다)                                    |            | 2:44 |
| 22.   | The Hidden Truth of Linked Deaths (연결된 죽음의 실체)                              |            | 4:35 |
| 23.   | An Eye for an Eye (눈에는 눈)                                                       |            | 3:10 |
| 24.   | Living in Fear Isn't Real Life (두려움에 떠는 인생은 지짜 인생이 아니다)            |            | 3:06 |
| 25.   | 1201                                                                                |            | 3:08 |
| 26.   | The Way to Escape Death (죽음을 벗어나는 방법)                                      |            | 2:30 |
| 27.   | To You in the Future (미래의 너에게)                                                |            | 1:53 |
| 85:29 |                                                                                     |            |      |

### Placement dans les chartes
| Titre                                     | Année | Positions dans les chartes |
| Titre                                     | Année | D'après Circle Chart       |
| ----------------------------------------- | ----- | -------------------------- |
| "It's a Lie" (Sondia)                     | 2023  | 181                        |
| "Even If There's No Miracle" (Seo In-guk) | 2023  | 116                        |
| "A Day's Greeting" (Sondia)               | 2024  | 182                        |

## Accueil

### Accueil dans les pays asiatiques
Kim Hyun-seung de Cine21 juge que « de nombreuses œuvres, dont Along with the Gods, ont déjà évoqué l'au-delà mais la vision du monde construite par Death's Game est assez innovante ». Il souligne également la réussite des effets spéciaux, ce qui constitue à la fois le point fort et le point faible du drama : « la série a reçu des critiques favorables concernant ses images de synthèse, ce qui est rare en Corée du Sud » mais il est décevant « que tous les récits reposent sur des effets visuels ».
Un autre chroniqueur de Cine21, Nam Ji-woo, salue le tournant amorcé par la série dans sa seconde partie : elle « se transforme en un drame contemplatif qui, à sa manière unique, tente de répondre aux questions philosophiques entourant le suicide ».
Pierce Conran, du South China Morning Post, lui attribue 3/5 et délivre l'avis suivant : « Death's Game est le genre de divertissement pulp où ergoter sur les points de l'intrigue est déconseillé. [...] La trame évolue rapidement et le mode de narration change souvent, forçant la logique à passer au second plan face aux sensations viscérales ».
Bhavna Agarwal, d'India Today, lui donne 3,5/5 étoiles et la juge « riche en émotions et palpitante » : « La série trouve un équilibre entre les aspects émotionnels et les séquences d'action [...]. La seule déception, peut-être, est que le drama ne prend pas vraiment en considération les facteurs externes ou ne souligne pas assez la nécessité d'avoir davantage de prévention en matière de santé mentale ».

#### Récompenses
| Cérémonie                                | Année | Catégorie                      | Titre        | Résultat   | Ref.   |
| ---------------------------------------- | ----- | ------------------------------ | ------------ | ---------- | ------ |
| Asia Contents Awards & Global OTT Awards | 2024  | Meilleur drama diffusé via OTT | Death's Game | Nomination | [ 13 ] |
| Asia Contents Awards & Global OTT Awards | 2024  | Meilleurs effets visuels       | Death's Game | Nomination | [ 13 ] |

### Accueil dans les pays anglophones
Le Time l'érige à la 9ème place des 10 meilleurs K-Dramas de 2024, aux côtés notamment de Épouse mon mari, Une famille atypique, The Judge from Hell ou encore Love in the Big City.
IMDb recense une moyenne de 8,5/10.

### Accueil dans les pays francophones
Le drama est bien reçu dans les pays francophones.
Via son livre 101 k-dramas à voir absolument, la créatrice de contenus Kelly définit la série comme « sombre, sanglante, émouvante, drôle et violente ». Elle est séduite par la prestation de Seo In-guk et Park So-dam ainsi que la richesse de la distribution. Elle vante « les décors d'une beauté à couper le souffle dans l'enfer qui est dépeint, [...] les effets spéciaux réalistes offrent une concurrence sérieuse à d'autres dramas du même genre, [...] on ressent un qualité omniprésente ». Elle pose néanmoins deux bémols : le manque d'attachement aux personnages dû à son format anthologique et la bande sonore anecdotique.
Le site spécialisé Nautiljon recense une moyenne de 8,8/10 ; Allociné affiche une moyenne de 4,3/5 et SensCritique de 7,4/10.